# Korsen

Korsische Flagge mit Maurenkopf

Die Korsen bilden eine romanische Ethnie im Süden Europas. Sie leben vorwiegend auf der politisch zu Frankreich gehörenden Insel Korsika im nordwestlichen Mittelmeer und sind eng mit den Italienern verwandt. Als Korsen im weiteren Sinn werden auch alle Bewohner Korsikas bezeichnet, egal welcher Volksgruppe sie angehören, darunter befinden sich viele ehemalige Algerienfranzosen (Pied-noir) und ihre Nachkommen. Bekannte Korsen waren oder sind Pasquale Paoli, Carlo Andrea Pozzo di Borgo, Alizée Lyonnet, Laetitia Casta und Joseph Fesch. Auch der französische Kaiser Napoléon Bonaparte war Korse.

## Sprache
Hauptartikel: Korsische Sprache
Das Korsische zählt zu den italoromanischen Idiomen und ist eng mit dem Italienischen (insbesondere Toskanischen) sowie nordsardischen Dialekten verwandt. Es gibt auf der Insel etwa 100.000 Sprecher, die es zumindest als Zweitsprache sprechen.
Die Klassifizierung als eigenständige romanische Sprache setzte sich mit der Veröffentlichung des wissenschaftlichen „Lexikons der romanistischen Linguistik (LRL)“ (1988 ff.) durch, wo es in eine Liste von 14 romanischen Sprachen aufgenommen wurde. Zu dieser Liste gehören auch Italienisch und Französisch – dies muss erwähnt werden, um es von den beiden Sprachen zu unterscheiden, mit denen es die Korsen „ständig zu tun haben“, da diese aus wichtigen sozio-historischen Gründen oft mit ihnen in Verbindung gebracht werden.